# Deutsche Arbeitsgemeinschaft ambulant tätiger Ärztinnen und Ärzte für Infektionskrankheiten und HIV-Medizin e.V.
Die Deutsche Arbeitsgemeinschaft ambulant tätiger Ärztinnen und Ärzte für Infektionskrankheiten und HIV-Medizin e. V. (DAGNÄ e. V.) wurde 1990 in Aachen gegründet und ist ein gemeinnütziger Verein, der bundesweit alle niedergelassenen HIV-Therapeuten sowie ambulant tätige Infektiologen und ihre Patienten unterstützt. Durch verschiedene Fortbildungs- und Forschungsprogramme wird dafür gesorgt, dass die Mitglieder HIV-infizierte, an AIDS und anderen Infektionskrankheiten erkrankte Menschen nach neuesten Maßgaben diagnostizieren und therapieren. Im Vordergrund steht der Informationsfluss und die interdisziplinäre Zusammenarbeit und Einhaltung der Qualitätsstandards über HIV-Verträge und Therapieleitlinien. Seit 2009 hat die dagnä ihren Sitz in Berlin.

## Mitglieder
Die DAGNÄ e. V. vertritt alle ambulant tätigen HIV-Schwerpunktpraxen und niedergelassene Infektiologen, Integrationspraxen, HIV-Mitbehandler und die Ärzte, die Unterstützung in der Versorgung von HIV, AIDS und anderen Infektionskrankheiten benötigen. Nahezu alle HIV-Schwerpunktzentren sowie über 50 % der Mitbehandler sind über die DAGNÄ e. V. vernetzt.

## Ziele
Die DAGNÄ e. V. möchte ein optimiertes Versorgungskonzept für Infektionskrankheiten in Deutschland & eine umfassende Qualitätssicherung im HIV-Bereich erreichen. Die Arbeit der DAGNÄ e. V. konzentriert sich auf aktuelle Diagnose- und Therapiemöglichkeiten sowie soziale und rechtliche Veränderungen.

## Gesundheitspolitische Arbeit
Im gesundheitspolitischen Bereich hat die DAGNÄ, unter anderem in Kooperation mit anderen Institutionen, folgende Punkte realisiert:
1. Erweiterung des Kriterienkataloges zur sogenannten Chronikerreglung
2. OTC-Medikamentenliste um notwendige HIV-Therapeutika
3. Stellungnahmen zur Off-Label-Use Problematik bei HIV
4. Deutsche Leitlinien zur Adhärenz
5. Zertifikat für HIV-Schwerpunktpraxen
6. Anerkennungskriterien für Schwerpunktpraxen
7. Gesundheitstraining für Patienten
8. AIDS-Zuschlagsziffern in mehreren kassenärztlichen Vereinigungen
9. HIV-Verträge und AIDS-Vereinbarungen mit Krankenkassen gemäß der medizinischen Entwicklung
10. Ausnahmen von Teilbudgetierungen
11. schneller Zugang zu neuen Arzneimitteln
12. Viruslastbestimmung im EBM (Einheitliche Bewertungsmaßstab)
13. Resistenztestung im EBM
14. nationale und europäische Richtlinien und Kompendien
15. umfassende HIV-Fortbildungsstruktur
16. Therapieempfehlungen zu verschiedenen HIV-assoziierten Erkrankungen

## Leitlinien und Empfehlungen
In Kooperation mit anderen AIDS-Gesellschaften sind eine Anzahl von Leitlinien entstanden, wie z. B. die Deutsch-Österreichische Empfehlungen zur antiretroviralen Therapie der HIV-Infektion, zur HIV-Therapie in der Schwangerschaft und zur Diagnostik und Behandlung HIV-diskordanter Paare mit Kinderwunsch.

## Forschung
Die medizinischen Forschungsprojekte der DAGNÄ e.V. befassen sich mit folgenden Themen:
- Nebenwirkungen der antiretroviralen Therapie: Die DAGNÄ hat ein langjähriges, multi-zentrisches Projekt zur Lipodystrophie fertiggestellt und präsentiert. Weitere Projekte, welche sich mit Nebenwirkungen befassen, sind in die Wege geleitet. Darunter:
  - Osteoporose: Parallel zu der Fortsetzung der LipART besteht eine Möglichkeit, Änderungen im Knochenstoffwechsel in Bezug auf ART als separate Analysen auszuwerten.
  - Lipodystrophie: Fortsetzung – Der Längsschnitt zu der LipART wird einige neue Parameter, u. a. DEXA und nüchterne Lipidewerte, für verbesserte Diagnose und Auswertung mit sich bringen. Weiterhin können eine Anzahl von Substudien mit eingebunden werden.
  - Nebenwirkungen der HIV-Proteaseinhibitoren
- Primärinfektion: Die DAGNÄ möchte mit einer Evaluation zur akuten Primärinfektion diese entsprechenden Patienten so früh wie möglich erfassen. Darüber hinaus soll eine Therapieempfehlung von Seiten des Verbandes erfolgen.
- HIV und Onkologie: Dieses Projekt umfasst die Gründung einer DAGNÄ-onkologischen Arbeitsgruppe, die Erfassung jetziger epidemiologischer Daten und die Zusammenarbeit zwischen HIV-Schwerpunktpraxen und Onkologen mit dem Ziel für verbesserte Therapieempfehlungen.
- Therapiesicherheit und Adhärenz: Regional wird eine Pilotstudie zur Therapiesicherheit initiiert. Die Patienten-Adhärenz zur antiretroviralen Therapie wird durch Abgleich der Rezeptierung evaluiert.